# Pave Stefan 7.
Pave Stefan 7., døde i 931, var pave fra februar 929 til sin død i februar 931. Meget lidt vides om hans beslutninger og handlinger som pave, dog var han meget hårdhændet overfor præster, biskopper og andre religiøse faddere, der afveg fra deres moralske løfter.